# Lin Cheng-yi
Lin Cheng-yi là một cầu thủ bóng đá người Đài Loan thi đấu ở vị trí hậu vệ cho Kaohsiung County Taipower và đội tuyển quốc gia Đài Loan.